# Pterolophia binhana
Pterolophia binhana là một loài bọ cánh cứng trong họ Cerambycidae.